# Cicòries
Cichorieae (o també Lactuceae) és una tribu de plantes amb flor de la família de les asteràcies.

## Particularitats
Comprén unes 1.600 espècies que viuen principalment a les zones temperades de l'hemisferi nord.
Les fulles de moltes espècies, com les dels lletsons i pixallits són comestibles i medicinals. Una gran part de les espècies són plantes de fulla comestible i bones plantes farratgeres.

## Taxonomia
- Subtribu Chondrillinae (W.D.J.Koch) Lamotte: Amb tres gèneres:
  - Chondrilla L.: Amb unes 33 espècies.
  - Phitosia Kamari & Greuter: Amb una espècie:
    - Phitosia crocifolia (Boiss. & Heldr.) Kamari & Greuter

  - Willemetia Neck.: Amb dos espècies.

- Subtribu Cichoriinae Dum.: Amb sis gèneres:
  - Arnoseris Gaertn.: Amb una espècie:
    - Arnoseris minima (L.) Schweigg. & Körte

  - Cichorium L. - xicoires: Amb sis o set espècies.
  - Erythroseris N.Kilian & Gemeinholzer: Amb dos espècies.
  - Phalacroseris A.Gray: Amb una espècie:
    - Phalacroseris bolanderi A.Gray

  - Rothmaleria Font Quer: Amb una espècie:
    - Rothmaleria granatensis (DC.) Font Quer

  - Tolpis Adanson: Amb unes 20 espècies.
    - Tolpis barbata
    - Tolpis virgata

- Subtribu Crepidinae Dum.: Amb 22 gèneres:
  - Acanthocephalus Kar. & Kir.: Amb dos espècies.
  - Askellia W.A.Weber: Amb unes 13 espècies.
  - Crepidiastrum Nakai: Amb entre 14 i 20 espècies.
  - Crepis L.): Amb unes 200 espècies.
  - Dubyaea DC.: Amb unes 18 espècies.
  - Faberia Hemsl.: Amb unes 9 espècies.
  - Garhadiolus Jaub. & Spach: Amb unes 4 espècies.
  - Heteracia Fisch. & C. A. Mey.: Amb una espècie:
    - Heteracia szovitsii Fisch. & C.A.Mey.

  - Heteroderis (Bunge) Boiss.: Amb una espècie:
    - Heteroderis pusilla (Boiss.) Boiss.

  - Hololeion Kitam.: Amb unes tres espècies.
  - Ixeridium (A.Gray) Tzvelev: Amb unes 20 espècies.
  - Ixeris (Cass.) Cass.: Amb unes 22 espècies.
  - Lagoseriopsis Kirp.: Amb una espècie:
    - Lagoseriopsis popovii (Krasch.) Kirp.

  - Lapsana L.: Amb una espècie:
    - Lapsana communis L. - herba de les mamelles: Amb 8 subespècies.

  - Lapsanastrum Pak & K.Bremer: Amb unes 8 espècies.
  - Nabalus Cass.: Amb unes 20 espècies.
  - Rhagadiolus Vaill.: Amb dos espècies.
    - Rhagadiolus stellatus
    - Rhagadiolus edulis

  - Soroseris Stebbins: Amb unes 8 espècies.
  - Spiroseris Rech. f.: Amb una espècie:
    - Spiroseris phyllocephala Rech. f.

  - Syncalathium Lipsch.: Amb unes 8 espècies.
  - Taraxacum F.H.Wigg.: Amb unes 34 seccions i entre 60 i 2000 espècies.
  - Youngia Cass.: Amb unes 40 o 45 espècies.

- Subtribu Hieraciinae Dum.: Amb cinc gèneres:
  - Andryala L.: Amb unes 22 espècies.
  - Hieracium L.: Amb entre 250 i 1000 espècies.
  - Hispidella Lam.: Amb una espècie:
    - Hispidella hispanica Lam.

  - Pilosella Hill (Branca de Hieracium L. segons alguns autors).
  - Schlagintweitia Griseb.: Amb unes tres espècies.

- Subtribu Hyoseridinae Less.: Amb cinc gèneres:
  - Aposeris Cass.: Amb una espècie:
    - Aposeris foetida (L.) Less.

  - Hyoseris L.: Amb unes cinc espècies.
    - Hyoseris scabra
    - Hyoseris lucida
    - Hyoseris frutescens
    - Hyoseris radiata - cuscullera, petó-petó o queixal de vella

  - Launaea Cass.: Amb unes 54 espècies.
  - Reichardia Roth: Amb entre 8 i 11 espècies.
  - Sonchus L. - lletsons: Amb entre 50 i 60 espècies.

- Subtribu Hypochaeridinae Less.: Amb 8gèneres:
  - Hedypnois Mill.: 
    - Hedypnois rhagadioloides - mamelletes de monja

  - Helminthotheca Vaill.: Amb unes cinc espècies.
  - Hypochaeris L.: Amb més de 60 espècies.
  - Leontodon L.: Amb unes 36 espècies.
  - Picris L.: Amb unes 44 espècies.
  - Prenanthes L.: Amb unes 20 espècies.
  - Scorzoneroides Vaill.: Amb unes 22 espècies.
  - Urospermum Scop.: Amb dos espècies.
    - Urospermum dalechampii - amargot
    - Urospermum picroides - amargot raspós

- Subtribu Lactucinae Dum.: Amb cinc gèneres:
  - Cephalorrhynchus Boissier: Amb unes 27 espècies.
  - Chaetoseris C.Shih: Amb unes 29 espècies.
  - Cicerbita Wallr.: Amb unes 20 espècies.
  - Lactuca L.: Amb unes 75 espècies.
  - Mulgedium Cass.: Amb 1 espècie.
  - Mycelis L.: Amb 1 espècie.
  - Notoseris C.Shih: Amb unes 13 espècies.
  - Paraprenanthes C.Shih: Amb unes 16 espècies.
  - Pterocypsela C.Shih: Amb unes 4 espècies.
  - Stenoseris C.Shih: Amb unes sis espècies.

- Subtribu Microseridinae Stebbins: Amb 22 gèneres:
  - Agoseris Raf.: Amb unes 12 espècies.
  - Anisocoma Torr. & A.Gray: Amb una espècie:
    - Anisocoma acaulis Torr. & A.Gray

  - AtrichoserisA.Gray in Gray & al.: Amb una espècie:
    - Atrichoseris platyphylla (A.Gray) A.Gray in A.Gray

  - Calycoseris A.Gray: Amb dos espècies.
  - Chaetadelpha S.Watson: Amb una espècie:
    - Chaetadelpha wheeleri A.Gray ex S.Watson

  - Glyptopleura D.C.Eaton in Watson: Amb dos espècies.
  - Krigia Schreb.: Amb unes set espècies.
  - Lygodesmia D.Don: Amb unes cinc espècies.
  - Malacothrix DC.: Amb unes 19 espècies.
  - Marshalljohnstonia Henr.: Amb una espècie:
    - Marshalljohnstonia gypsophila Henr.

  - Microseris D.Don: Amb unes 16 espècies.
  - Munzothamnus P.H.Raven: Amb una espècie:
    - Munzothamnus blairii (Munz & I.M.Johnst.) P.H.Raven

  - Nothocalais (A.Gray) Greene: Amb unes 4 espècies.
  - Picrosia D.Don: Amb dos espècies.
  - Pinaropappus Less.: Amb unes 10 espècies.
  - Pleiacanthus (Nutt.) Rydb.: Amb una espècie:
    - Pleiacanthus spinosus (Nutt.) Rydb.

  - Prenanthella Rydb.: Amb una espècie:
    - Prenanthella exigua (A.Gray) Rydb.

  - Pyrrhopappus DC.: Amb unes 4 espècies.
  - Rafinesquia Nutt.: Amb dos espècies.
  - Shinnersoseris Tomb: Amb una espècie:
    - Shinnersoseris rostrata (A.Gray) Tomb

  - Stephanomeria Nutt.: Amb unes 16 espècies.
  - Uropappus Nutt.: Amb una espècie:
    - Uropappus lindleyi (DC.) Nutt.

- Subtribu Scolyminae Less.: Amb 4 gèneres:
  - Catananche L.: Amb unes cinc espècies.
    - Catananche caerulea
    - Catananche lutea

  - Gundelia L.: Amb una espècie:
    - Gundelia tournefortii L.

  - Hymenonema Cass.: Amb dos espècies.
  - Scolymus L.: Amb unes tres espècies.

- Subtribu Scorzonerinae Dum.: Amb onze gèneres:
  - Avellara Blanca & C.Díaz: Amb una espècie:
    - Avellara fistulosa (Brot.) Blanca & C.Díaz

  - Epilasia (Bunge) Benth. in Bentham & Hooker: Amb unes tres espècies.
  - Geropogon L.: Amb una espècie:
    - Geropogon hybridus (L.) Sch.Bip.

  - Koelpinia Pall.: Amb unes cinc espècies.
  - Lasiospora Cass.: Amb una espècie:
    - Lasiospora hirsuta (Gouan) Cass.

  - Podospermum DC.: Amb unes 15 espècies.
  - Pterachaenia (Benth.) Lipsch.: Amb una espècie:
    - Pterachaenia stewartii (Hook. f.) R.R.Stewart

  - Scorzonera L.: Amb unes 175 espècies.
  - Takhtajaniantha Nazarova: Amb una espècie:
    - Takhtajaniantha pusilla (Pall.) Nazarova

  - Tourneuxia Coss.: Amb una espècie:
    - Tourneuxia variifolia Coss.

  - Tragopogon L.: Amb entre 100 i 150 espècies.

- Subtribu Warioniinae Gemeinholzer & N.Kilian: 
  - Warionia Benth. & Coss.:[2] Una espècie:
    - Warionia saharae Benth. & Coss.